# Нектарик синьогорлий
Некта́рик синьогорлий (Cyanomitra cyanolaema) — вид горобцеподібних птахів родини нектаркових (Nectariniidae). Мешкає в Західній і Центральній Африці.

## Підвиди
Виділяють три підвиди:
- C. c. magnirostrata (Bates, GL, 1930) — від Сьєрра-Леоне до Того;
- C. c. cyanolaema (Jardine & Fraser, 1852) — острів Біоко;
- C. c. octaviae Amadon, 1953 — від південно-західної Нігерії до Уганди, західної Кенії, південних районів ДР Конго, західної Танзанії і північної Анголи.

## Поширення і екологія
Синьогорлі нектарики живуть в тропічних лісах, в садах і на плантаціях.